# Shijō
L'empereur Shijō (四条天皇, Shijō Tennō, 17 mars 1231 – 10 février 1242) était le 87e empereur du Japon, selon l'ordre traditionnel de la succession, et a régné du 17 novembre 1232 au 10 février 1242. Son nom personnel était Mitsuhito (秀仁).

## Biographie
En 1232, âgé d'un an, il devient empereur lorsque son père Go-Horikawa abdique en sa faveur. Sa mère était Fujiwara no Shunshi (Sohekimon In, fille de Fujiwara (Kujo) no Michiie. Il meurt en 1242 d'un accident. En raison de son très jeune âge et de la mort de l'empereur retiré Go-Horikawa, le gouvernement durant son règne est en fait assuré par le sesshō Kujō Michiie et le daijō-daijin Kintsune Saionji, des parents du côté maternel.
Consort :
- Une fille de Fujiwara (Toin) no Norizane ; °1230 ; présentée en 1241

## Èresde son règne
- Ère Jōei      (1232-1233)
- Ère Tenpuku   (1233-1234)
- Ère Bunryaku  (1234-1235)
- Ère Katei     (1235-1238)
- Ère Ryakunin  (1238-1239)
- Ère En'ō      (1239-1240)
- Ère Ninji     (1240-1243)